# Eliotropismo
In fisiologia vegetale l'eliotropismo indica il movimento di organi vegetali che tendono ad orientarsi nella direzione del sole secondo un ritmo diurno che è caratteristico di varie piante e fiori quali i girasoli (Helianthus annuus). In queste piante il fiore e/o le foglie girano da est a ovest per seguire il passaggio del sole. Si tratta di un aspetto particolare di tropismo, detto fototropismo, cioè di accrescimento guidato da uno stimolo luminoso, fenomeno tipico delle piante. Può essere positivo con movimento orientato verso la luce solare, per esempio nelle parti aeree, o negativo con movimento orientato in verso opposto, per esempio nelle radici. Nel caso di diaeliotropismo, le foglie possono orientarsi perpendicolarmente ai raggi del sole cosicché esse siano esposte in modo ottimale alla luce. Per contro, quando le foglie si orientano parallelamente ai raggi del sole, per evitare il calore e la luce intensa, si parla di paraeliotropismo. I movimenti delle foglie, che nel fototropismo sono causati da crescita asimmetrica dello stelo, sono irreversibili, mentre nel caso dell'eliotropismo, il movimento delle foglie è reversibile grazie all'azione di pulvini che modificano il turgore cellulare.
Molti fiori con i loro organi fogliari dimostrano eliotropismo, ma i girasoli (Helianthus annuus) e ranuncoli (ranunculus adoneus) sono meglio studiati.

## Girasole

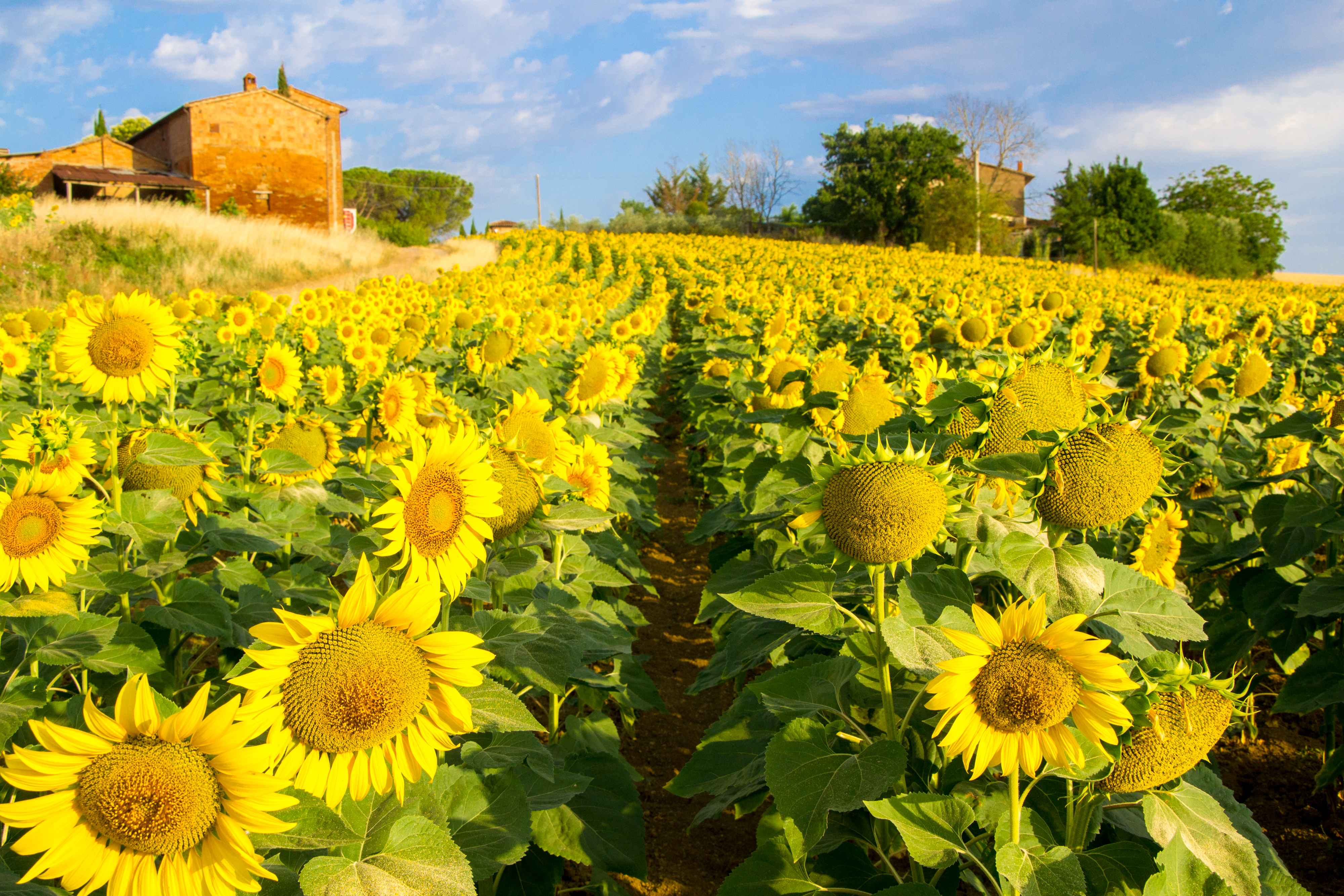
La foto è stata scattata di mattina. I fiori dei girasoli sono maturi quindi ormai girati e fissi verso est.

Durante il giorno, la cima dello stelo si orienta seguendo la posizione del sole, quindi il capolino segue da est a ovest. La notte succede il contrario: il capolino ritorna per orientarsi verso est in anticipazione dell'alba. Contrariamente a quanto avviene con le foglie della pianta, il fiore si muove grazie alla crescita asimmetrica dello stelo sotto il capolino. Non dipende quindi dalla presenza di pulvini. Questo movimento è irreversibile in quanto è basato sull'accrescimento dello stelo, anche se l'effetto può essere controbilanciato dalla crescita di cellule dall'altro lato dello stelo. La crescita asimmetrica dipende dall'accumulo di auxine al lato in ombra che provoca l'allungamento delle cellule di quel lato e la curvatura dello stelo. Questo ciclo giornaliero si rallenta e alla fine si interrompe all'antesi, quando il fiore è maturato e aperto, dopodiché il capolino mantiene un orientamento fisso verso est.
Nei girasoli, le foglie, l'apice dei boccioli e l'infiorescenza sono diaeliotropici che significa che stanno perpendicolari al sole, muovendosi da est a ovest. Durante la notte gli organi dei girasoli si muovano senza essere guidati dalla luce incidente per riorientarsi a est prima dell'alba. Anche durante una giornata nuvolosa, i fiori manifestano sempre eliotropismo, anche se in misura minore rispetto a un giorno di sole. Questo è indice dell'esistenza di un meccanismo endogeno, che non dipende quindi da stimoli esterni. Durante la notte la posizione inclinata del fiore verso ovest passa ad una posizione eretta per tornare verso est prima del sorgere del sole. Il movimento notturno è meno studiato e si ipotizza che sia dipendente da un ritmo circadiano interno.
La luce blu è sufficiente per ottenere movimenti nel germoglio di girasole, indicando che i fotorecettori sono delle fototropine o dei criptocromi.

## Benefici per il fiore
L'orientamento del fiore è importante per la visibilità e la visita di impollinatori. L'eliotropismo inoltre è fondamentale per il bilancio termico del fiore ed è particolarmente importante per fiori che crescono nell'Artico e sulle montagne. Il sole scalda gli organi riproduttivi del fiore, aumentando la qualità del polline, e scalda anche gli insetti che lo visitano. Gli organi fotorecettrici del fiore possono essere diversi tra le specie. Il meccanismo di allungamento dello stelo è sempre lo stesso in Ranunculus adoneus e Anemone rivularis (Ranunculaceae), ma nel primo è la regione apicale del peduncolo che riceve lo stimolo di luce blu, mentre in A. rivularis e in Dryas octopetala (Rosaceae) sono i tepali e petali a fungere da ricettori della luce.